# Каневское сельское поселение
Каневское сельское поселение — муниципальное образование в Каневском районе Краснодарского края России.
В рамках административно-территориального устройства Краснодарского края ему соответствует Каневский сельский округ.
Административный центр — станица Каневская.

## Население
| 2010    | 2012    | 2013    | 2014    | 2015    | 2016    | 2017    |
| ------- | ------- | ------- | ------- | ------- | ------- | ------- |
| 46 295  | ↗46 387 | ↘46 319 | ↘46 168 | ↗46 176 | ↗46 188 | ↗46 289 |
| 2018    | 2019    | 2020    | 2021    | 2023    |         |         |
| ↘46 237 | ↘46 141 | ↘45 972 | ↘43 274 | ↘42 559 |         |         |

## Населённые пункты
В состав сельского поселения (сельского округа) входят 5 населённых пунктов:
| № | Населённый пункт | Тип населённого пункта | Население (чел.) |
| - | ---------------- | ---------------------- | ---------------- |
| 1 | Бурсаки          | хутор                  | ↗72              |
| 2 | Каневская        | станица                | ↘41 721          |
| 3 | Орджоникидзе     | хутор                  | ↘350             |
| 4 | Средние Челбасы  | хутор                  | ↗738             |
| 5 | Сухие Челбасы    | хутор                  | ↘749             |